# Do You Think About Me

Capa do single

"Do You Think About Me" é um single de 50 Cent gravado para o seu quarto álbum de estúdio, Before I Self Destruct. A canção foi lançada como o segundo single oficial em 16 de janeiro de 2010 nos Estados Unidos e em 22 de março de 2010 na Europa. Contém a participação do cantor de R&B Governor.

## Versões
Single digital
1. "Do You Think About Me" (featuring Governor/Versão do álbum) – 3:26
2. "Do You Think About Me" (videoclipe) – 3:52

CD promocional da Europa
1. "Do You Thick About Me"(Super Clean Edit)"(featuring Governor/Versão do álbum) – 3:26
2. "Do You Think About Me"(Instrumental) - 3:26
3. "DO You Think About Me"(Does It Offend You Bobby Bloomfield Remix) - 5:34
4. "Do You Think About Me"(Space Cowboy Remix) - 4:01
5. "Do You Think About Me"(Raw Man) - 3:47
6. "Do You Think About Me"(Space Cowboy Dub Remix) - 7:14

CD promocional do EUA
1. "Do You Think About Me"(Versão do álbum) - 3:26
2. "Do You Think About Me"(Versão clean) - 3:26
3. "Do You Think About Me"(Instrumental) - 3:27

## Paradas musicais
| Parada (2009–2010)                            | Posição topo |
| --------------------------------------------- | ------------ |
| UK Singles Chart                              | 105          |
| UK R&B Chart                                  | 32           |
| U.S. Billboard Bubbling Under Hot 100 Singles | 4            |
| U.S. Billboard Hot R&B/Hip-Hop Songs          | 26           |
| U.S. Billboard Rap Songs                      | 15           |